# Айда Уедо
Айда Уедо (Айдо Хведо, Aida-Weddo, Ayida-Wedo, Aido Quedo) – в дахомейската митология е огромна змия, змия-дъга, един от най-архаичните персонажи в тази митология. Митовете разказват, че тя съществува преди всички; появила се първа, тя няма семейство.
В по-ранните варианти на космогоничните митове, тя се изявява като демиург. Чрез своите движения създава релефа на земната повърхност – там, където е пълзяла, се образуват долините и коритата на реките, а от изхвърлената земя се образуват хълмовете и планините. Планините са разглеждани и като нейни екскременти и затова в тях се крият природните богатства. Свита на кръг и захапала опашката си, Айда Уедо поддържа земната твърд; когато се размърда причинява земетресения. Тъй като не понася горещината, тя живее в океана. Храни се с желязо, което изработват за нея червени маймуни (когато маймуните закъснеят с храната също настъпват земетресения). Митовете представят тези червени маймуни като не особено работливи и затова съществува опасението, че някой ден ако те не нахранят змията навреме, тя ще изяде опашката си, земята ще се плъзне в морето и ще настъпи краят на света.
Според други варианти на мита, съществуват две змии Айда Уедо (вариант – близнаци) – едната живее в морето, другата е дъгата, по която мълниите попадат на земята.
Съществуват и митове, според които Айда Уедо е един от ипостасите на Дан (син на божествените близнаци Маву и Лиза, родени от Нана Булуку), едно от проявленията на когото е дъгата.
Култът към Айда Уедо е най-разпространен в гр. Вайдах, където има нейно светилище, построено около голямо дърво. В светилището живеят много змии боа, на които са принасяни жертви. Съществува и забрана за убиването на змии от този вид. След включването ѝ в пантеона на божествата от дахомейската митология, първоначалните функции на Айда Уедо преминават към върховното божество-демиург Маву-Лиза, а тя е представяна като негова помощница и слугиня. Тя помага и на Хевиозо, синът на Маву Лиза, да слиза на земята. Съществува и версия на мита, според която Хевиозо я предава на сина си Гбаде, за да го пренася на земята.
В религиозната система на вуду, Айда Уедо е представяна като дух (лоа) на плодородието, дъгата и змиите; придружителка или съпруга на Дамбала.